# 分药花
分药花（学名：Perovskia abrotanoides），为唇形科分药花属下的一个植物种。